# Skala CURB-65
Skala CURB-65 – medyczna skala punktowa pozwalająca na ocenę ciężkości zapalenia płuc i określenie miejsca leczenia pacjenta. Skala rekomendowana przez British Thoracic Society.
Nazwa skali jest akronimem od czynników ryzyka branych przy jej wyliczeniu pod uwagę:
- zaburzenia świadomości (confusion)
- poziom mocznika (urea) większy niż 7 mmol/l (BUN >19)
- częstość oddechów (respiratory rate) równa lub większa 30 /minutę
- ciśnienie tętnicze krwi (blood pressure) równe lub niższe od 90/60 mmHg
- wiek powyżej 65 lat.

Za spełnienie każdego z powyższych kryteriów przyznaje się 1 punkt. Uważa się, że wynik 0-1 upoważnia do leczenia ambulatoryjnego, przy wyniku 2 zaleca się przyjęcie pacjenta do szpitala, wynik 3-5 wymaga hospitalizacji i ewentualnie leczenia w warunkach OIOM.